# Equipo de Copa Davis de Turquía
El Equipo de Copa Davis de Turquía es el representativo de Turquía en la máxima competición internacional a nivel de naciones del tenis y está regido por la Federación de Tenis de Turquía.

## Plantel

### Plantel 2019-20
- Altuğ Çelikbilek
- Yankı Erel
- Cem Ilkel
- Sarp Ağabigün
- Anıl Yüksel
- Tuna Altuna

## Resultados
| Edición | Zona                                            | Rival                | Sede              | Resultado |
| ------- | ----------------------------------------------- | -------------------- | ----------------- | --------- |
| 1948    | Europa – 1.ª Ronda                              | Yugoslavia           | Estambul          | 0 – 5     |
| 1952    | Europa – 1.ª Ronda                              | Suiza                | Estambul          | 1 – 4     |
| 1954    | Europa – 1.ª Ronda                              | Egipto               | El Cairo          | 1 – 4     |
| 1955    | Europa – 1.ª Ronda                              | Egipto               | Estambul          | 1 – 4     |
| 1956    | Europa – 1.ª Ronda                              | Países Bajos         | Ankara            | 0 – 5     |
| 1958    | Europa – 1.ª Ronda                              | Chile                | Estambul          | 1 – 4     |
| 1961    | Europa – 1.ª Ronda                              | Finlandia            | Estambul          | 1 – 4     |
| 1963    | Europa – Preliminar                             | Israel               | Estambul          | 1 – 4     |
| 1964    | Europa – 1.ª Ronda                              | Argentina            | Estambul          | 0 – 5     |
| 1965    | Europa – 1.ª Ronda                              | Luxemburgo           | Mondorf-les-Bains | 2 – 3     |
| 1966    | Europa – 1.ª Ronda Zona A                       | Egipto               | Estambul          | 0 – 5     |
| 1967    | Europa – 1.ª Ronda Zona B                       | Mónaco               | Montecarlo        | 0 – 5     |
| 1968    | Europa – 1.ª Ronda Zona B                       | Bulgaria             | Sofía             | 0 – 5     |
| 1970    | Europa – 1.ª Ronda Zona A                       | Bulgaria             | Estambul          | 0 – 5     |
| 1971    | Europa – 1.ª Ronda Zona A                       | Portugal             | Lisboa            | 1 – 4     |
| 1972    | Europa – 1.ª Ronda Zona B                       | Irlanda              | Cork              | 0 – 5     |
| 1973    | Europa – Preliminar 1 Zona B                    | Egipto               | El Cairo          | 0 – 5     |
| 1974    | Europa – Preliminar 1 Zona A                    | Líbano               | Estambul          | 3 – 2     |
| 1974    | Europa – Preliminar 2 Zona A                    | Luxemburgo           | Estambul          | 5 – 0     |
| 1974    | Europa – 1.ª Ronda Zona A                       | Finlandia            | Helsinki          | 0 – 5     |
| 1975    | Europa – Clasificación Zona B                   | Irlanda              | Estambul          | 3 – 2     |
| 1975    | Europa – Preliminar 1 Zona B                    | Bulgaria             | Sofía             | 0 – 5     |
| 1977    | Europa – Clasificación 2 Zona B                 | Israel               | Tel Aviv          | 0 – 5     |
| 1978    | Europa – Clasificación Zona B                   | Marruecos            | Casablanca        | 0 – 5     |
| 1979    | Europa – Clasificación Zona B                   | Irán                 | Ankara            | 0 – 5     |
| 1980    | Europa – Clasificación Zona A                   | Luxemburgo           | Mondorf-les-Bains | 4 – 1     |
| 1980    | Europa – Preliminar 1 Zona A                    | Noruega              | Oslo              | 1 – 4     |
| 1982    | Europa – 1.ª Ronda Zona A                       | Grecia               | Ankara            | 0 – 5     |
| 1983    | Europa – 1.ª Ronda Zona B                       | Zimbabue             | Estambul          | 0 – 5     |
| 1984    | Europa – 1.ª Ronda Zona B                       | Bélgica              | Estambul          | 0 – 5     |
| 1985    | Europa – Cuartos de final Zona A                | Rumanía              | Estambul          | 0 – 5     |
| 1986    | Europa – 1.ª Ronda Zona A                       | Luxemburgo           | Esmirna           | 3 – 2     |
| 1986    | Europa – Cuartos de final Zona A                | Francia              | Estambul          | 0 – 5     |
| 1987    | Europa – 1.ª Ronda Zona A                       | Siria                | Damasco           | 5 – 0     |
| 1987    | Europa – Cuartos de final Zona A                | Unión Soviética      | Estambul          | 1 – 4     |
| 1988    | Europa/África – Grupo II Europa 2.ª Ronda       | Grecia               | Atenas            | 1 – 4     |
| 1989    | Europa/África – Grupo II Europa 2.ª Ronda       | Bélgica              | Lieja             | 0 – 5     |
| 1990    | Europa/África – Grupo II Europa 2.ª Ronda       | Malta                | Esmirna           | 3 – 2     |
| 1990    | Europa/África – Grupo II Europa 3.ª Ronda       | Noruega              | Esmirna           | 2 – 3     |
| 1991    | Europa/África – Grupo II Europa 1.ª Ronda       | Malta                | Marsa             | 3 – 2     |
| 1991    | Europa/África – Grupo II Europa 2.ª Ronda       | Luxemburgo           | Luxemburgo        | 0 – 5     |
| 1993    | Europa/África – Grupo III Zona A                | Letonia              | Lusaka            | 0 – 3     |
| 1993    | Europa/África – Grupo III Zona A                | Zambia               | Lusaka            | 1 – 2     |
| 1993    | Europa/África – Grupo III Zona A                | Eslovenia            | Lusaka            | 0 – 3     |
| 1993    | Europa/África – Grupo III Zona A                | Congo                | Lusaka            | 3 – 0     |
| 1993    | Europa/África – Grupo III Zona A                | San Marino           | Lusaka            | 3 – 0     |
| 1994    | Europa/África – Grupo III Zona B Grupo A        | Sudán                | Bratislava        | 3 – 0     |
| 1994    | Europa/África – Grupo III Zona B Grupo A        | Malta                | Bratislava        | 1 – 2     |
| 1994    | Europa/África – Grupo III Zona B Grupo A        | Eslovaquia           | Bratislava        | 0 – 3     |
| 1994    | Europa/África – Grupo III Zona B 5.º-8.º Puesto | Congo                | Bratislava        | 3 – 0     |
| 1994    | Europa/África – Grupo III Zona B 5.º-6.º Puesto | Chipre               | Bratislava        | 2 – 1     |
| 1995    | Europa/África – Grupo III Zona B Grupo B        | Senegal              | Brazzaville       | 2 – 1     |
| 1995    | Europa/África – Grupo III Zona B Grupo B        | Sudán                | Brazzaville       | 3 – 0     |
| 1995    | Europa/África – Grupo III Zona B Grupo B        | Argelia              | Brazzaville       | 0 – 3     |
| 1995    | Europa/África – Grupo III Zona B Grupo B        | Zambia               | Brazzaville       | 2 – 1     |
| 1996    | Europa/África – Grupo III Zona A Grupo B        | Benín                | Estambul          | 3 – 0     |
| 1996    | Europa/África – Grupo III Zona A Grupo B        | Liechtenstein        | Estambul          | 3 – 0     |
| 1996    | Europa/África – Grupo III Zona A Grupo B        | Bosnia y Herzegovina | Estambul          | 2 – 1     |
| 1996    | Europa/África – Grupo III Zona A Grupo B        | Armenia              | Estambul          | 2 – 1     |
| 1996    | Europa/África – Grupo III Zona A Grupo B        | Georgia              | Estambul          | 1 – 2     |
| 1996    | Europa/África – Grupo III Zona A Grupo B        | Túnez                | Estambul          | 3 – 0     |
| 1997    | Europa/África – Grupo III Zona A Grupo A        | Etiopía              | Dakar             | 3 – 0     |
| 1997    | Europa/África – Grupo III Zona A Grupo A        | San Marino           | Dakar             | 3 – 0     |
| 1997    | Europa/África – Grupo III Zona A Grupo A        | Macedonia            | Dakar             | 1 – 2     |
| 1997    | Europa/África – Grupo III Zona A Semifinal      | Senegal              | Dakar             | 1 – 2     |
| 1997    | Europa/África – Grupo III Zona A Tercer puesto  | Macedonia            | Dakar             | 2 – 1     |
| 1998    | Europa/África – Grupo III Zona B Grupo A        | San Marino           | Skopie            | 3 – 0     |
| 1998    | Europa/África – Grupo III Zona B Grupo A        | Malta                | Skopie            | 2 – 1     |
| 1998    | Europa/África – Grupo III Zona B Grupo A        | Nigeria              | Skopie            | 0 – 3     |
| 1998    | Europa/África – Grupo III Zona B Semifinal      | Lituania             | Skopie            | 2 – 1     |
| 1998    | Europa/África – Grupo III Zona B Final          | Macedonia            | Skopie            | 3 – 0     |
| 1999    | Europa/África – Grupo II 1.ª Ronda              | Noruega              | Oslo              | 0 – 5     |
| 1999    | Europa/África – Grupo II Relegación             | Yugoslavia           | Estambul          | 3 – 2     |
| 2000    | Europa/África – Grupo II 1.ª Ronda              | Dinamarca            | Estambul          | 2 – 3     |
| 2000    | Europa/África – Grupo II Relegación             | Lituania             | Esmirna           | 4 – 1     |
| 2001    | Europa/África – Grupo II 1.ª Ronda              | Grecia               | Estambul          | 0 – 5     |
| 2001    | Europa/África – Grupo II Relegación             | Moldavia             | Chisináu          | 2 – 3     |
| 2002    | Europa/África – Grupo III                       | Sin datos            | Sin datos         | Sin datos |
| 2003    | Europa/África – Grupo III Zona B Grupo B        | Chipre               | Jūrmala           | 0 – 3     |
| 2003    | Europa/África – Grupo III Zona B Grupo B        | Georgia              | Jūrmala           | 1 – 2     |
| 2003    | Europa/África – Grupo III Zona B Grupo B        | Bosnia y Herzegovina | Jūrmala           | 2 – 1     |
| 2003    | Europa/África – Grupo III Zona B Relegación     | Macedonia            | Jūrmala           | 2 – 1     |
| 2003    | Europa/África – Grupo III Zona B Relegación     | Moldavia             | Jūrmala           | 2 – 0     |
| 2004    | Europa/África – Grupo III Zona A Grupo A        | Estonia              | Kaunas            | 1 – 2     |
| 2004    | Europa/África – Grupo III Zona A Grupo A        | Chipre               | Kaunas            | 2 – 1     |
| 2004    | Europa/África – Grupo III Zona A Final          | Mónaco               | Kaunas            | 2 – 1     |
| 2004    | Europa/África – Grupo III Zona A Final          | Macedonia            | Kaunas            | 1 – 2     |
| 2005    | Europa/África – Grupo III Zona A Grupo B        | Chipre               | Dublín            | 1 – 2     |
| 2005    | Europa/África – Grupo III Zona B Grupo B        | Túnez                | Dublín            | 1 – 2     |
| 2005    | Europa/África – Grupo III Zona B Grupo B        | San Marino           | Dublín            | 3 – 0     |
| 2005    | Europa/África – Grupo III Zona B Relegación     | Nigeria              | Dublín            | 1 – 2     |
| 2005    | Europa/África – Grupo III Zona B Relegación     | Islandia             | Dublín            | 2 – 1     |
| 2006    | Europa/África – Grupo III Zona A Grupo B        | Mónaco               | Bania Luka        | 0 – 3     |
| 2006    | Europa/África – Grupo III Zona A Grupo B        | Bosnia y Herzegovina | Bania Luka        | 2 – 1     |
| 2006    | Europa/África – Grupo III Zona A Grupo B        | Moldavia             | Bania Luka        | 3 – 0     |
| 2006    | Europa/África – Grupo III Zona A Final          | Estonia              | Bania Luka        | 2 – 1     |
| 2006    | Europa/África – Grupo III Zona A Final          | Lituania             | Bania Luka        | 1 – 2     |
| 2007    | Europa/África – Grupo III Zona A Grupo B        | Egipto               | El Cairo          | 1 – 2     |
| 2007    | Europa/África – Grupo III Zona A Grupo B        | San Marino           | El Cairo          | 3 – 0     |
| 2007    | Europa/África – Grupo III Zona A Grupo B        | Islandia             | El Cairo          | 2 – 1     |
| 2007    | Europa/África – Grupo III Zona A Final          | Irlanda              | El Cairo          | 1 – 2     |
| 2007    | Europa/África – Grupo III Zona A Final          | Lituania             | El Cairo          | 1 – 2     |
| 2008    | Europa/África – Grupo III Zona A                | Bulgaria             | Plovdiv           | 0 – 3     |
| 2008    | Europa/África – Grupo III Zona A                | Montenegro           | Plovdiv           | 1 – 2     |
| 2008    | Europa/África – Grupo III Zona A                | Madagascar           | Plovdiv           | 3 – 0     |
| 2008    | Europa/África – Grupo III Zona A                | Costa de Marfil      | Plovdiv           | 3 – 0     |
| 2008    | Europa/África – Grupo III Zona A                | Zimbabue             | Plovdiv           | 3 – 0     |
| 2009    | Europa/África – Grupo III Zona A Grupo B        | Grecia               | Estambul          | 2 – 1     |
| 2009    | Europa/África – Grupo III Zona A Grupo B        | Ruanda               | Estambul          | 3 – 0     |
| 2009    | Europa/África – Grupo III Zona A Grupo B        | Madagascar           | Estambul          | 2 – 1     |
| 2009    | Europa/África – Grupo III Zona A Final          | Estonia              | Estambul          | 1 – 2     |
| 2009    | Europa/África – Grupo III Zona A Final          | Luxemburgo           | Estambul          | 2 – 0     |
| 2010    | Europa/África – Grupo II 1.ª Ronda              | Irlanda              | Dublín            | 1 – 4     |
| 2010    | Europa/África – Grupo II Relegación             | Gran Bretaña         | Eastbourne        | 0 – 5     |
| 2011    | Europa/África – Grupo III Grupo B               | Albania              | Skopie            | 3 – 0     |
| 2011    | Europa/África – Grupo III Grupo B               | Noruega              | Skopie            | 2 – 1     |
| 2011    | Europa/África – Grupo III Promoción             | Macedonia            | Skopie            | 2 – 0     |
| 2012    | Europa/África – Grupo II 1.ª Ronda              | Bosnia y Herzegovina | Ankara            | 1 – 3     |
| 2012    | Europa/África – Grupo II Relegación             | Moldavia             | Estambul          | 2 – 3     |
| 2013    | Europa/África – Grupo III                       | Sin datos            | Sin datos         | Sin datos |
| 2014    | Europa/África – Grupo III Europa Grupo D        | Estonia              | Szeged            | 2 – 1     |
| 2014    | Europa/África – Grupo III Europa Grupo D        | San Marino           | Szeged            | 3 – 0     |
| 2014    | Europa/África – Grupo III Europa Promoción      | Macedonia            | Szeged            | 2 – 0     |
| 2015    | Europa/África – Grupo II 1.ª Ronda              | Sudáfrica            | Mersin            | 3 – 2     |
| 2015    | Europa/África – Grupo II 2.ª Ronda              | Bielorrusia          | Estambul          | 2 – 3     |
| 2016    | Europa/África – Grupo II 1.ª Ronda              | Bulgaria             | Ankara            | 3 – 2     |
| 2016    | Europa/África – Grupo II 2.ª Ronda              | Bosnia y Herzegovina | Bihać             | 1 – 3     |
| 2017    | Europa/África – Grupo II 1.ª Ronda              | Chipre               | Nicosia           | 4 – 1     |
| 2017    | Europa/África – Grupo II 2.ª Ronda              | Suecia               | Antalya           | 1 – 4     |
| 2018    | Europa/África – Grupo II 1.ª Ronda              | Zimbabue             | Harare            | 1 – 3     |
| 2018    | Europa/África – Grupo II Relegación             | Eslovenia            | Portorož          | 2 – 3     |
| 2019    | Europa/África – Grupo II                        | Dinamarca            | Risskov           | 2 – 3     |
| 2020    | Grupo Mundial I – Play-offs                     | Israel               | Antalya           | 1 – 3     |
| 2020    | Grupo Mundial II                                | Letonia              | –                 | –         |